# عقرب‌ماهی دام‌انداز
عقرب‌ماهی دام‌انداز (نام علمی: Iracundus signifer) نام یک گونه از تیره عقرب‌ماهیان است.